# خدنگ گامبیا
خدنگ گامبیا (نام علمی: Mungos gambianus) نام یک گونه از سرده راه‌راه‌خدنگ است.